# Scopula subtincta
Scopula subtincta är en fjärilsart som beskrevs av W. Warren 1896. Scopula subtincta ingår i släktet Scopula och familjen mätare. Inga underarter finns listade.